# 菊陽町立菊陽北小学校
菊陽町立菊陽北小学校（きくようちょうりつ きくようきたしょうがっこう）は、熊本県菊池郡菊陽町原水にある小学校。

## 沿革
- 1874年（明治7年） - 原水小学校、堀川小学校開校
- 1878年（明治11年）10月 - 原水小学校、堀川小学校新築移転
- 1887年（明治20年）7月 - 原水小学校を原水尋常小学校と改称し、堀川小学校を支校とする
- 1891年（明治24年）10月 - 堀川支校を堀川尋常小学校と改称
- 1904年（明治37年）5月 - 原水尋常小学校を原水尋常高等小学校と改称
- 1908年（明治41年）4月 - 原水尋常高等小学校を原水尋常小学校と改称
- 1913年（大正2年）9月 - 原水尋常小学校、堀川尋常小学校が合併し原水尋常小学校と改称
- 1941年（昭和16年）4月 - 原水国民学校と改称
- 1947年（昭和22年）4月 - 原水村立原水小学校と改称
- 1955年（昭和30年）4月 - 菊陽村立菊陽北小学校と改称
- 1969年（昭和44年）1月 - 菊陽町立菊陽北小学校と改称
- 1984年（昭和59年）4月 - 菊陽町立菊陽西小学校を分離

## 委員会
企画委員会、放送委員会、図書委員会、すこやか委員会、生活安全委員会、環境委員会、給食委員会、運動委員会の8つの委員会が活動している。

## クラブ活動

### 運動部
卓球、バドミントン、ミニバレー、ソフトボール

### 文化部
パソコン、工作・手作り

## 学校周辺
- 堀川
- 九州旅客鉄道豊肥本線 原水駅